# Corey Carrier
Corey Thomas „Core” Carrier (ur. 20 sierpnia 1980 w Middleborough w Massachusetts) – amerykański aktor telewizyjny i filmowy. Wystąpił w roli młodego Indiany Jonesa w serialu Kroniki Młodego Indiany Jonesa (1992–1993).

## Życiorys
Urodził się w Middleborough w Massachusetts jako syn Carleen Carrier i Thomasa Carriera. Ma młodszą siostrę o imieniu Bethany. Uczęszczał do szkoły aktorskiej w The Priscilla Beach Children’s Theatre Workshop. Chodził też do Clark University w Worcester w Massachusetts.
Od trzeciego roku życia był komikiem, a w wieku czterech lat otwierał występy dla Jaya Leno. Corey wykonywał swoje występy stand-up w Live With Regis and Kathie Lee i The Pat Sajack Show, a także w licznych klubach. Debiutował na kinowym ekranie w czarnej komedii George’a Millera Czarownice z Eastwick (The Witches of Eastwick, 1987). Jedną z jego wczesnych ról na ekranie była poruszająca rola w odcinku serialu CBS McCall (The Equalizer) – pt. Christmas Presence (1987), gdzie po raz pierwszy aktor dziecięcy w telewizji zagrał ofiarę AIDS. Stał się rozpoznawalny dzięki roli młodego Indiany Jonesa w serialu Kroniki Młodego Indiany Jonesa (1992–1993).

## Filmografia

### Filmy
- 1987:  Czarownice z Eastwick (The Witches of Eastwick) jako członek orkiestry szkolnej Lenox (talerze)
- 1990:  Wariaci (Crazy People)
- 1990: Po zmroku, kochanie (After Dark, My Sweet) jako Jack
- 1995:  Nixon jako 12-letni Richard Nixon
- 1996:  Pinokio (The Adventures of Pinocchio) jako Candlewick

### Seriale TV
- 1987: McCall (The Equalizer) jako Mickey Robertson
- 1992–1993: Kroniki młodego Indiany Jonesa (The Young Indiana Jones Chronicles) jako Henry „Indiana” Jones Jr. (8-10 lat)